# Virudhachalam
Virudhachalam es una ciudad y municipio situada en el distrito de Cuddalore en el estado de Tamil Nadu (India). Su población es de 73585 habitantes (2011). Se encuentra a 58 km de Cuddalore y a 227 km de Chennai.

## Demografía
Según el censo de 2011 la población de Virudhachalam era de 73585 habitantes, de los cuales 37066 eran hombres y 36519 eran mujeres. Virudhachalam tiene una tasa media de alfabetización del 86,69%, superior a la media estatal del 80,09%: la alfabetización masculina es del 92,51%, y la alfabetización femenina del 80,83%.